# Graffenrieda steyermarkii
Graffenrieda steyermarkii är en tvåhjärtbladig växtart som beskrevs av John Julius Wurdack. Graffenrieda steyermarkii ingår i släktet Graffenrieda och familjen Melastomataceae. Inga underarter finns listade i Catalogue of Life.